# Poggia secchia
Le pietre poggia-secchia sono elementi architettonici dalla caratteristica forma a bacile murati in prossimità di alcune finestre degli antichi palazzi delle corti urbane del centro storico di Lucca. 
Esse fanno parte di un rudimentale sistema di approvvigionamento idrico che in vari casi si presenta ancor oggi completo; l'impianto era composto da:
- un pozzo aderente alla facciata della casa, con una vera sviluppata verso l'alto, per far sì che l'accesso all'acqua fosse esclusivo per gli abitanti dei piani alti della casa o del palazzo (quindi l'acqua di falda non era accessibile ai passanti della via);
- una pietra poggia-secchia posta a lato del davanzale della finestra, solitamente di una cucina, il cui scopo era quello di agevolare l'ingresso della secchia; in qualche caso sulla medesima verticale sono presenti più pietre poggia-secchia, realizzate tipicamente in quarzite;
- una staffa triangolare spesso realizzata in quadrello di ferro, incernierata superiormente all'apertura della finestra, atta a sostenere con un gancio la carrucola, nella quale scorreva una fune che sollevava ed abbassava la secchia.

La forma delle pietre è concava nella parte inferiore, piana nella parte superiore; le loro dimensioni sono solitamente di circa 50 cm di diametro e 30-40 cm di altezza. Alcune invece, di dimensioni ridotte, si presentano come imbuti realizzati in pietra, dal diametro di 20-25 cm, saldamente murati in prossimità di una finestra. 
In molti casi, nei palazzi signorili, le pietre erano sagomate a conca, come un bacile; nella parte inferiore della cavità un foro collegato ad un condotto di discesa consentiva di portare l'acqua verso recipienti interni all'abitazione, nella quale l'acqua era accumulata in un serbatoio e destinata ad usi di cucina o igienici. In questi casi le pietre possono definirsi versa-secchia. 
Simili impianti vennero installati a partire dal XVI secolo; un caso emblematico è rappresentato dalla Corte del Pesce. Verso la fine del secolo XIX, con la comparsa dell'acquedotto e dei primi impianti idraulici in tubi metallici saldati, questo sistema perse gradualmente importanza.